# Phelline balansae
Phelline balansae är en tvåhjärtbladig växtart som beskrevs av Henri Ernest Baillon. Phelline balansae ingår i släktet Phelline och familjen Phellinaceae. Inga underarter finns listade i Catalogue of Life.